# 다무라군

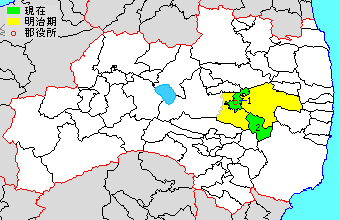
다무라 군의 위치

다무라군(일본어: 田村郡)은 일본 후쿠시마현 동부(이와키 국)의 군이다.
인구 24,660명, 면적 197.94km², 인구밀도 125명/km².(2025년 3월 1일, 추계인구)
이하 2개의 정으로 구성된다.
- 오노정(小野町)
- 미하루정(三春町)

## 역사
- 2005년 3월 1일 - 오고에 정·다키네 정·도키와 정·후네히키 정·미야코지 촌이 합병해 다무라시가 성립, 군에서 이탈하였다.